# アルセン・メリクヤン
アルセン・メリクヤン（Arsen Melikyan 1976年5月17日- ）はアルメニアのエレバン出身の重量挙げ選手。シドニーオリンピックの男子77kg級で銅メダルを獲得した。